# Echium nervosum
O Echium nervosum, conhecido como massaroco, é uma planta do género Echium, da família Boraginaceae, espécie endémica da ilha da Madeira, Porto Santo e Desertas (Região Autónoma da Madeira), característica da floresta do zambujal e respectiva comunidade de substituição.
Apresenta-se como um arbusto perene de até 2 metros de altura, ramificado, densamente escabro e de caules branco-acinzentados. As folhas apresentam-se lanceoladas, de 4,5 a 12,5 centímetros de comprimento, cinzento-esbranquiçadas, subsésseis.
As flores apresentam-se azuis claras raramente esbranquiçadas, de corola afunilada, com 0,6 a 1,1 centímetros, reunidas em grande número em inflorescências paniculadas, densas de 5 a 16 centímetros.
Apresenta floração entre Janeiro a Agosto.
Ao longo do ano esta espécie foi utilizada pelo seu grande valor ornamental sendo muito cultivada em jardins e bermas de estradas. A sua madeira foi empregue em embutidos.